# Březnice (Zlín)
Březnice é uma comuna checa localizada na região de Zlín, distrito de Zlín.